# Konvulsion
Konvulsion er en medicinsk lidelse, hvor kroppens muskler trækker sig sammen og afslappes hurtigt og gentagne gange, hvilket resulterer i ukontrollerede rystelser i kroppen. Fordi epileptiske anfald ofte er et symptom på konvulsion, bliver begrebet konvulsion nogle gange brugt som synonym for anfald. Men det er ikke alle epileptiske anfald der fører til konvulsioner, og ikke alle konvulsioner skyldes epileptiske anfald. Konvulsioner er også i overensstemmelse med elektrisk chok og forkert dykning med ilt gjort forkert.